# Vladměřice
Vladměřice (dříve též Ladiměřice, německy Steindorfl) jsou vesnice, část města Manětín v severní části okresu Plzeň-sever v Plzeňském kraji. Leží 2,5 kilometru jihovýchodně od Manětína. Katastrální území Vladměřice zaujímá 397 hektarů.

## Historie

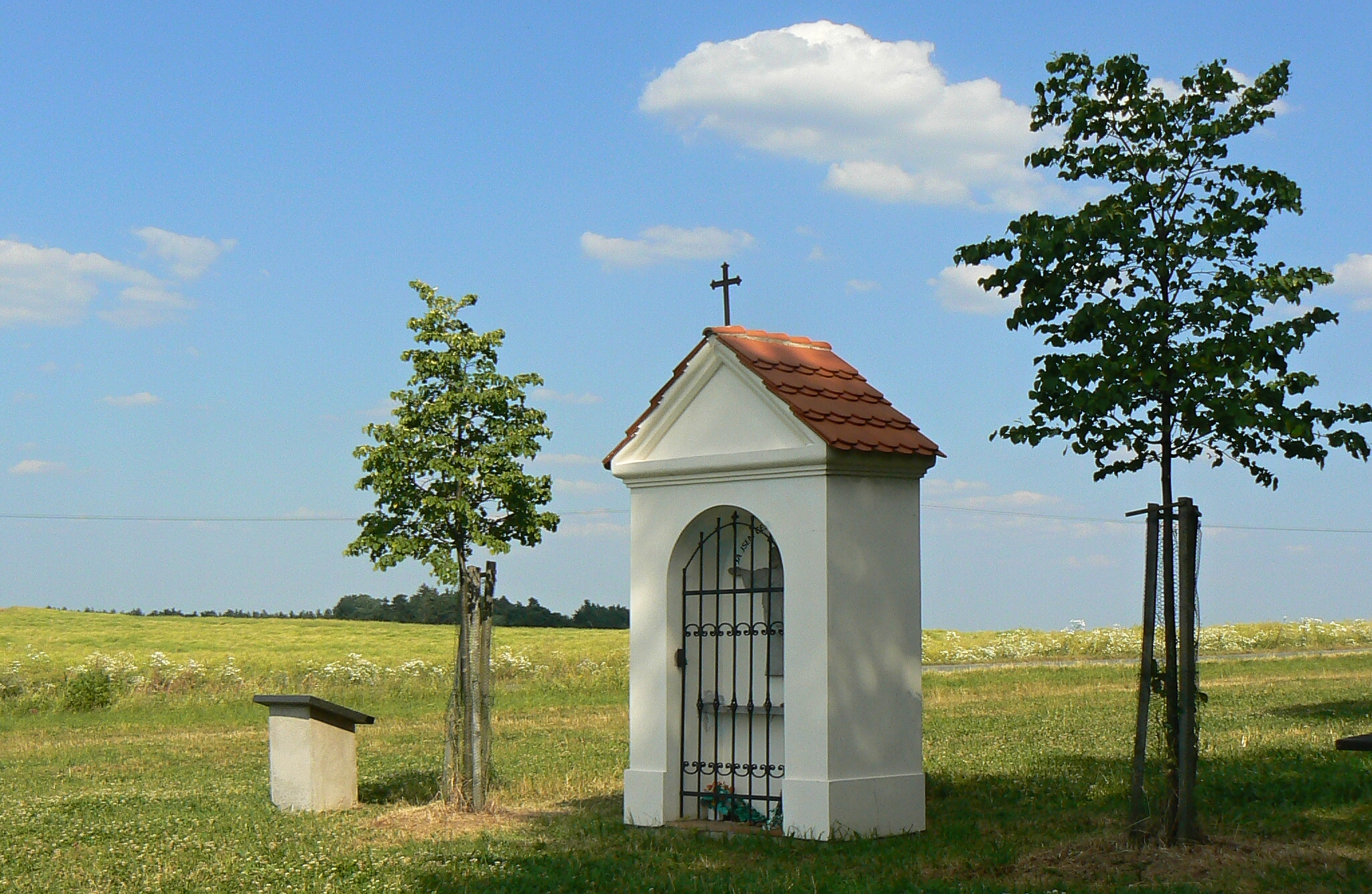
Kaplička Na Výhledech nad Vladměřicemi

Anežka z Potvorova, čerstvě vdova po Kunovi z Potvorova, darovala roku 1204 vsi Vladměřice a Močidlec plaskému cisterciáckému klášteru, aby mniši mohli z výnosů těchto vsí kupovat ryby a postní olej na půst a aby vždy na Zelený čtvrtek pohostili chudé příchozí.
Na začátku dvacátého století se u vesnice těžilo černé uhlí. Důl Václav byl pro velké přítoky nezvladatelné ručními čerpadly uzavřen v roce 1912. Roku 1921 jej koupila Anna Schwarzová a provoz obnovila. Uhlí se dobývalo ze sloje mocné 0,8 až jeden metr v hloubkách do 25 metrů a povozy se odváželo ke dvanáct kilometrů vzdálené železnici.

## Přírodní poměry
Vladměřice sousedí na severovýchodě s Českou Doubravicí, na východě se Štichovicemi a Křečovem, na jihovýchodě s Hodovizem a na severovýchodě s osadou Nový Ovčín a Manětínem.

## Obyvatelstvo
Při sčítání lidu v roce 1921 zde žilo 149 obyvatel (z toho 71 mužů) československé národnosti, z nichž bylo dvacet evangelíků, 27 lidí bez vyznání a zbytek se hlásil k římskokatolické církvi. Podle sčítání lidu z roku 1930 měla vesnice 152 obyvatel: 151 Čechoslováků a jednoho člověk nezjišťované národnosti. Ve vsi žilo třicet evangelíků, třicet lidí bez vyznání, jeden člen nezjišťovaných církví a 91 římských katolíků..
| Rok            | 1869 | 1880 | 1890 | 1900 | 1910 | 1921 | 1930 | 1950 | 1961 | 1970 | 1980 | 1991 | 2001 | 2011 | 2021 |
| -------------- | ---- | ---- | ---- | ---- | ---- | ---- | ---- | ---- | ---- | ---- | ---- | ---- | ---- | ---- | ---- |
| Počet obyvatel | 173  | 156  | 169  | 160  | 150  | 149  | 152  | 103  | 103  | 80   | 83   | 67   | 56   | 52   | 52   |
| Počet domů     | 23   | 24   | 26   | 27   | 26   | 27   | 35   | 36   | 29   | 26   | 27   | 30   | 27   | 29   | 30   |

## Obecní správa
Při sčítání lidu v roce 1869 Vladměřice byly osadou obce Česká Doubravice v okrese Kralovice. V letech 1880–1963 byly samostatnou obcí, se kterým patřily nejprve do okresu Kralovice, ale v roce 1950 v okrese Plasy a později v okrese Plzeň-sever. Od 1. ledna 1964 je částí města Manětín v okrese Plzeň-sever.